# Coupable Innocence
Coupable Innocence (Nora Roberts's Carnal Innocence) est un téléfilm américain réalisé par Peter Markle, adapté de la romance policière Coupable innocence de Nora Roberts publiée en 1992, et diffusée le 13 juin 2011 sur Lifetime.

## Synopsis
Caroline Waverly, violoniste de renom, revient dans sa ville natale, Innocence, et s'installe dans la maison de sa grand-mère décédée récemment.
Elle rencontre Tucker Longstreet, son playboy de voisin, sur sa propriété.
Ce dernier a eu une altercation avec une jeune femme, Anne-Louise, avec laquelle il a eu une aventure d'une nuit.
Plus tard, cette dernière est tuée et son corps est retrouvé par Caroline sur sa propriété.
Caroline apprend que c'est la deuxième femme tuée dont le corps est retrouvé sur sa propriété, et que Tucker Longstreet a eu une relation avec ces deux femmes.

## Fiche technique
- Titre original : Carnal Innocence
- Réalisation : Peter Markle
- Scénario : Donald Martin, d'après un roman de Nora Roberts
- Directeur de la photographie : Mark Irwin
- Durée : 90 minutes
- Pays : États-Unis

## Distribution
- Gabrielle Anwar : Caroline Waverly
- Colin Egglesfield : Tucker Longstreet
- Pancho Demmings : Sheriff Burke
- Andrew W. Walker : Agent Matthew Burns
- Jud Tylor : Josie Longstreet
- Jennifer Bini Taylor : Susie
- Drew James : Bobby Lee
- Antonio D. Charity : Toby March
- Kym Jackson (en) : Edda Lou Hatinger
- Brad Rowe : Dwayne
- Josh Blaylock (en) : Cy Hatinger
- Ed Lauter : Austin Hatinger
- John Lacy : Junior
- Mia Cottet : Darleen
- Judson Mills : Billy T Bonny
- Philippe Badreau : Coroner
- Richard Bernard : chanteur de Country
- Katie Eischen : Arnette Gantrey
- Kanin Howell : voyou #2
- Shirley Jones : Della Duncan
- Mark Kubr : voyou #1

## Accueil
Le téléfilm a été vu par 1,81 million de téléspectateurs lors de sa première diffusion.